# Lomié
Lomié è un centro abitato del Camerun, situato nella Regione dell'Est, nel Dipartimento di Haut-Nyong, a 380 km da Yaoundé e a 310 km da Bertoua. 

## Economia
Mentre in precedenza l'occupazione proveniva principalmente dall'industria forestale, la città è attualmente vicina a un grande progetto per l'estrazione del cobalto e dello zinco. La compagnia mineraria GEOVIC utilizza come base Lomié. 
Vi sono situati una serie di interessanti edifici storici, risalenti al periodo tedesco e francese. Questi edifici comprendono la casa del principale amministratore civile, una prigione, un tribunale e un ufficio postale.
Lomié si trova nelle immediate vicinanze della Riserva faunistica di Dja, che è uno dei siti patrimonio mondiale dell'umanità dell'UNESCO. A causa della riserva, la città attira il turismo occasionale e vi sono situati numerosi piccoli hotel e pensioni.